# Miodrag Bulatović
Miodrag Bulatović (serbiska: Миодраг Булатовић), född 20 februari 1930 i Okladi, död 15 mars 1991 i Igalo, var en montenegrinsk författare. Han bedrev studier vid Belgrads universitet.
Bulatović föddes i byn Okladi i norra Montenegro. Han debuterade 1956 med den omdebatterade novellsamlingen Djavoli dolaze ("Djävlarna kommer", till svenska översatt som Stoppa Donau). Hans roman Crveni petao leti prema nebu från 1959 har översatts till tjugo främmande språk, däribland till svenska som Flyg högt min röda tupp.